# Piotr Karamyszew
Piotr Wasiljewicz Karamyszew (ros. Пётр Васильевич Карамышев, ur. 1905 w Sierdobsku, zm. 1941) – funkcjonariusz radzieckich organów bezpieczeństwa, kapitan, szef Zarządu NKWD obwodu mikołajowskiego (1938-1939).

## Życiorys
Od 1922 działacz Komsomołu, w latach 1926-1928 sekretarz odpowiedzialny gminnego komitetu Komsomołu, członek Biura Powiatowego Komitetu Komsomołu w Sierdobsku, sekretarz redakcji gazety "Krasnaja dieriewnia", kierownik wydziału agitacyjno-propagandowego powiatowego komitetu Komsomołu w Sierdobsku. Od 1928 w WKP(b), 1928 sekretarz komitetu wykonawczego rady rejonowej w Sierdobsku, od sierpnia 1928 do lutego 1929 w okręgowym oddziale GPU w Bałaszowie, od lutego 1929 do czerwca 1930 pomocnik pełnomocnika wydziału informacyjnego okręgowego oddziału GPU w Kamyszynie, od czerwca 1930 do kwietnia 1931 pełnomocnik jelańskiego rejonowego oddziału GPU, od kwietnia 1931 do 1932 p.o. szefa jelańskiego rejonowego oddziału GPU, od 1932 do stycznia 1933 kursant Centralnej Szkoły OGPU przy Radzie Komisarzy Ludowych ZSRR. Od stycznia 1933 do stycznia 1935 zastępca szefa wydziału politycznego stanicy maszynowo-traktorowej ds. OGPU/NKWD w obwodzie odeskim, od stycznia 1935 do listopada 1936 pełnomocnik i pełnomocnik operacyjny Oddziału I i Oddziału VII Wydziału Tajno-Politycznego Zarządu Bezpieczeństwa Państwowego (UGB) Zarządu NKWD obwodu leningradzkiego, od 23 marca 1936 porucznik bezpieczeństwa państwowego. Od listopada 1936 do maja 1937 pomocnik szefa Oddziału I Wydziału Tajno-Politycznego/Wydziału IV UGB Zarządu NKWD obwodu leningradzkiego, od maja do sierpnia 1937 szef Oddziału V Wydziału IV UGB Zarządu NKWD obwodu leningradzkiego. Od sierpnia do października 1937 pomocnik szefa Wydziału IV UGB Zarządu NKWD obwodu leningradzkiego, 7 października 1937 awansowany na kapitana bezpieczeństwa państwowego, od października 1937 do marca 1938 zastępca szefa Zarządu NKWD obwodu riazańskiego, od 3 marca 1938 do 15 stycznia 1939 szef Zarządu NKWD obwodu mikołajowskiego. 25 czerwca 1937 odznaczony Orderem Lenina. 4 sierpnia 1939 aresztowany, następnie skazany na śmierć i rozstrzelany.